# آگوست (کالیفرنیا)
آگوست (به انگلیسی: August) یک منطقهٔ مسکونی در ایالات متحده آمریکا است که در شهرستان سن ژواکین، کالیفرنیا واقع شده‌است. آگوست ۳٫۲۳ کیلومتر مربع مساحت و ۱۳٬۳۳۰ نفر جمعیت دارد و ۸ متر بالاتر از سطح دریا واقع شده‌است.